# Ruggero Nortman

Escudo de armas de la casa de Altavilla.

Ruggero Nortman de Altavilla y Creón fue el V conde de Geraci, hijo de Rocca de Barnaville y de su marido y primo Guglielmo Nortman, también llamado de Craón ó de Creón. Fue una boda de estado, ordenada por el primo de ambos y primer conde de Sicilia, Roger I, il Gran Conte.

## Títulos
- V conde de Geraci.
- Señor de Castronovo.
- Barón de Tussa.
- Conde de Ischia.[4]

## Biografía
Ruggero casó con su pariente Margarita Nortman, de alta estirpe. Engendraron a Guerrera Nortman, su única descendiente y posterior sucesora del condado.
En los textos que nos han llegado es conocido tanto como Ruggero el creonense como conde de Geraci, pero en cualquier caso fue en vida un súbdito abnegado del rey Guglielmo I. En ocasión de la insubordinación de los habitantes de Mesina a Guglielmo II, actuó en todo momento en favor de los intereses de su rey, ganándose a partir de ese momento su confianza y favor. Pobló sus tierras con parte de los habitantes de Cefalú.

## Línea de sucesión en el condado de Geraci
| Predecesor: Rocca de Barnaville | V Conde de Geraci | Sucesor: Guerrera Nortman de Altavilla y de Creón |